# موتویوشی اودا
موتویوشی اودا (انگلیسی: Motoyoshi Oda; ۲۱ ژوئیهٔ ۱۹۰۹ – ۲۱ اکتبر ۱۹۷۳) کارگردان فیلم اهل ژاپن بود. وی بین سال‌های ۱۹۳۶ تا ۱۹۵۸ میلادی فعالیت می‌کرد.